# Арынов, Мухтар Галиевич
Мухтар Галиевич Арынов (20 мая 1936, село Аксу, Алматинская область — 10 сентября 1995, Актобе) — ректор Актюбинского педагогического института (1983—1995), кандидат филологических наук, профессор.

## Биография
Родился (20 мая 1936 в селе Бакалы, Алматинской области). Происходит из рода садыр племени найман.
В 1957 году окончил Алматинский государственный пединститут иностранных языков по специальности «немецкий язык».
После окончания, работал в этом же институте до 1974 года.
В 1974—1981 годах — проректор Казахского пединститута им. Абая.
В 1981—1983 годах — заведующий отделом Министерства образования КазССР.
С 1983 года — до конца своей жизни был ректором Актюбинского педагогического института.

## Труды
- В 1971 году создал учебник для студентов «Краткая грамматика немецкого языка»;
- В 1986 году — учебник «Грамматика (морфология) немецкого языка»[2].
- В 1996 году вышла книга «Бес анық», , написанная им на основе национальной философии, дидактических, этнографических и этнолингвистических документов;
- В 1989 году был инициатором создания республиканского общества «Қазақ тілі», где был первым председателем;
- Внес вклад в создание школ по обучению на национальном языке. Одна из открытых им школ, в селе Каргалинское города Актобе, в настоящее время носит его имя;
- Был организатором музея «Развитие системы образования на территории Актюбинской области» и музея Абая;
- Был организатором республиканской научно-теоретической конференции, посвященной 90-летию первого казахского профессора, языковеда К.Жубанова;
- Основал ежегодные традиционные «Жубановские чтения»;
- Руководил работами по созданию музея Кудайбергена Жубанова и научной лаборатории (1991);
- Был инициатором создания историко-архитектурных комплексов Есет батыра, Котыбар батыра, кюйши Казангапа;
- Внес вклад в исследование жизни и произведений Айтеке би и кердери Аубакира[3];

## Государственная деятельность
Будучи депутатом Верховного Совета Республики Казахстан участвовал на IX сессии в обсуждении и принятии первой Конституции независимого Казахстана; законов «О языке», «О высшем образовании».